# Jadwiga Migowa
Jadwiga Maria Migowa pseud. Kamil Norden (ur. 19 maja 1891 w Będzinie, zm. w maju 1942 w Ravensbrück) – polska dziennikarka i pisarka, feministka.

## Życiorys
Urodziła się w 1891 r. w Będzinie jako Jadwiga Maria Gancwohl - córka Anny Kempińskiej i Józefa Gancwohla, należącego do żydowskiej inteligencji. Ukończyła gimnazjum w Krakowie, a następnie studiowała na Wydziale Filozoficznym Uniwersytetu Jagiellońskiego w Krakowie. W 1912 r. wstąpiła do organizacji "Strzelec", która była później podstawą struktur Legionów Polskich Józefa Piłsudskiego. Brała udział w ich tworzeniu. Kobiety w "Strzelcu" zajmowały się wywiadem, kurierką, szyfrowaniem informacji, rozpoznawaniem terenu, ćwiczeniami wojskowymi.
Jako pisarka zadebiutowała w 1920 r. na łamach krakowskich czasopism. Jej twórczość ukazywała się w „Gońcu Krakowskim”, „Ilustrowanym Kurierze Codziennym” i „Nowościach Ilustrowanych”. W 1928 r. przeniosła się z Krakowa do Warszawy, gdzie pracowała jako dziennikarka w „Kurierze Porannym”, „Kurierze Czerwonym”, „Kinie” i „Świecie”. Była również korespondentką krakowskiego „Światowida”. Od 1930 r. była kierownikiem literackim teatru „Rajski ptak”. Jest autorką (pod pseud. Kamil Norden) scenariusza do melodramatu "Moi rodzice rozwodzą się", nakręconego w 1938 r. Opublikowała powieści, m.in. Człowiek z mostu, Małżeństwo gwiazdy. Wykonywała także przekłady sztuk teatralnych na język polski.
Po wybuchu II wojny światowej prowadziła jadłodajnię. Przez kilka miesięcy ukrywał w ją swoim mieszkaniu aktor Witold Zdzitowiecki. W maju 1942 r. została aresztowana przez Gestapo i wywieziona do obozu koncentracyjnego KL Ravensbrück, gdzie zginęła. Wszystkie jej utwory objęte były w 1951 roku zapisem cenzury w Polsce, podlegały natychmiastowemu wycofaniu z bibliotek.

## Książki napisane pod własnym nazwiskiem
- Wesołe chwile. Wierszyki dla dzieci.[4]
- Rozrywki wakacyjne. Książeczka dla dobrych dzieci.[5]

## Książki napisane pod pseudonimem Kamil Norden
- Kariera Władki Brzoskówny, 1938, Wydawnictwo Ibis[6]
- Wysokie "C", 1938, Wydawnictwo Ibis[7]
- Rozeszły się ich drogi, 1938, Wydawnictwo Ibis[8]
- Hrabia małżonek, 1938, Wydawnictwo Ibis[9]
- Człowiek z mostu, 1938, Wydawnictwo Ibis[10]
- Małżeństwo gwiazdy, 1938, Wydawnictwo Ibis[11][12]
- Twarze pod szminką, 1938, Wydawnictwo Ibis[13]
- Moi rodzice rozwodzą się, 1939, Księgarnia F. Hoesicka[14]
- Król tenorów, 1939, Wydawnictwo Ibis[15]
- Szczęście przychodzi kiedy chce, 1939, Wydawnictwo Ibis[16][17]
- Powrót Wacława, 1939, Wydawnictwo Ibis[18]
- Jego kobiety, 1939, Wydawnictwo Ibis[19]